# Linum lundellii
Linum lundellii là một loài thực vật có hoa trong họ Linaceae. Loài này được C.M. Rogers mô tả khoa học đầu tiên năm 1979.